# إنكار وخداع
يشكل الإنكار والخداع إطارًا نظريًا غربيًا لتصور وتحليل تقنيات الاستخبارات العسكرية المتعلقة بالسرية والخداع. نشأت في الثمانينيات من القرن العشرين، وهي تستند تقريبًا إلى الممارسات السوفيتية الأكثر براغماتية للماسكيروفكا (التي سبقت مفهوم الإنكار والخداع بعقود) ولكن لديها نهج نظري بدرجة أكبر مقارنة بالأخيرة. 

## وصف
يُنظر إلى الإنكار والخداع ضمن إطارهما على أنهما مسعيان منفصلان لكنهما متكاملان. غالبًا ما ينطوي الإنكار على الأمن والإخفاء لمنع العملاء الأجانب أو المراقبة الفوتوغرافية أو المراقبة الإلكترونية أو حتى وسائل الإعلام من الكشف عن أمور دبلوماسية أو عسكرية سرية. الخداع هو بناء واقع يبدو حقيقًا للخصم من خلال معلومات كاذبة «مسربة» عن عمد، أو قصص كاذبة مزروعة في وسائل الإعلام، أو هياكل وهمية أو خادعة أو تشكيلات عسكرية، أو تدابير أخرى عديدة. على سبيل المثال: في حملة حرب المعلومات اليابانية التي سبقت الهجوم الياباني على بيرل هاربور، يُعرف نهج الإنكار والخداع بأنه إنكار التغيير المتكرر مرتين في علامات الاستدعاء البحرية التي نفذتها البحرية الإمبراطورية بين 1 نوفمبر و1 ديسمبر، غير أن إعلان وزارة الخارجية اليابانية أن سفينة بحرية يابانية كبيرة ستبحر إلى كاليفورنيا في 2 ديسمبر لإجلاء المواطنين اليابانيين هو تدبير خداع.

## خطة منسقة
تكون حملة الإنكار والخداع أكثر فاعلية عندما تتضافر الجهود لتنسيق الإنكار والخداع بشكل متماسك للمضي قدمًا في خطة محددة؛ ومع ذلك، فإن أكثر هذه العمليات فعالية معقدة للغاية، إذ يشارك فيها العديد من الأشخاص أو المنظمات، وقد يكون ذلك صعبًا للغاية. يمكن أن تتعرض العملية بأكملها للخطر بسهولة إثر فشل تدبير إنكار أو خداع واحد.

## ميرشايمر
وفقًا لعالم السياسة جون جاي. ميرشايمر (لماذا يكذب القادة)، خلال الأوقات السلمية، يكون الخداع بين الدول قليلًا لأن مستوى الثقة بين الدول عادة ما يكون منخفضًا للغاية، وبالتالي فإن الوقوع في كذبة قد يكون مدمرًا. من ناحية أخرى، يرتقي القادة في الديمقراطيات في الرتب إلى حد كبير من خلال استخدام الخداع السياسي، وبالتالي فَهم لا يخدعون الجمهور لتحقيق مكاسب شخصية فحسب، بل يتمتعون أيضًا برأس مال سياسي كبير وثقة عامة بعد انتخابهم. مع هذا المستوى المرتفع نسبيًا من الثقة، فإن القادة الديمقراطيين هم الأكثر عرضةً للنجاح في استهداف الجمهور بالخداع، لا سيما عبر إشاعة الخوف. في أعقاب هذا الخداع الناجح، كان الزعيمان الديمقراطيان مؤثرين في شن حرب العراق دون معارضة تذكر.

## شولسكي
وفقًا لأبرام شولسكي، واجهت الديمقراطيات، في دول مثل الولايات المتحدة، صعوبة في استخدام حملات الإنكار والخداع. ويرجع هذا إلى حد كبير إلى وسائل الإعلام المفتوحة في معظم هذه المجتمعات التي تكشف في كثير من الأحيان عن أي عمليات كبرى تتم عسكريًا أو دبلوماسيًا. تميل القيود القانونية أيضًا إلى إعاقة الحكومات وخاصة أجهزة المخابرات في المجتمعات الديمقراطية. يحدث الاستثناء من هذه القيود في زمن الحرب، عندما تُفرض بعض الأحكام العرفية وتُخفف العوائق القانونية. ومع ذلك، غالبًا ما تستخدم أنظمة الحكم الاستبدادية حملات الإنكار والخداع محليًا وخارجيًا للتلاعب بالمعارضة المحلية والحكومات الأجنبية. هذه العمليات لا تعيقها القيود القانونية أو وسائل الإعلام المفتوحة. كثيرًا ما تستخدم الجهات الفاعلة غير الحكومية، مثل المنظمات الإرهابية، الإنكار والخداع للتأثير على الحكومات والرأي العام للمجتمعات المستهدفة. يوضح مؤلفون آخرون موضوع الإنكار والخداع من خلال عملية الثبات ويعتبرونه أحد أكثر الأمثلة نجاحًا في التاريخ. وفقًا لدونالد سي. إف. دانيال، فإن المجتمعات الديمقراطية لديها هواجس من الخداع أكثر مما لديها من الإنكار (بالمعنى التقني المستخدم في هذه المقال)، ويقارن دانيال بين الجدل العام الصغير الذي أحاط بالطريقة السرية للتفاوض بشأن تقارب نيكسون مع الصين (كمثال على السرية/الإنكار الذي لم يتسبب في غضب عام) مع الضجة التي سببها إعلان عام 2001 عن مكتب التأثير الاستراتيجي (مؤسسة كان من بين أهدافها المعلنة زرع القصص الكاذبة في الصحافة الأجنبية).